# 国务院中医药工作部际联席会议
国务院中医药工作部际联席会议是中华人民共和国国务院的议事协调机构。

## 组成部门
- 国家发展改革委
- 国家卫生健康委
- 国家中医药局
- 民政部
- 中国残联
- 住房城乡建设部
- 人力资源社会保障部
- 市场监管总局
- 教育部
- 财政部
- 中央网信办
- 工业和信息化部
- 国家药监局
- 国家统计局
- 科技部
- 中央军委后勤保障部卫生局
- 体育总局
- 农业农村部
- 国家林草局
- 生态环境部
- 商务部
- 国家民委
- 广电总局
- 文化和旅游部